# Diospyros bibracteata
Espèce
Statut de conservation UICN

 LC  : Préoccupation mineure
Diospyros bibracteata est une espèce de plantes à fleurs de la famille des Ebenaceae.

## Publication originale
- Gardens' Bulletin, Straits Settlements 7: 165–166. 1933.